# Allie X
Александра Эшли Хьюз (англ. Alexandra Ashley Hughes, 31 июля 1985, Оквилл, Онтарио, Канада) — канадская певица, автор-исполнитель, художница, известная под сценическим именем Allie X. Она начала свою музыкальную карьеру в Торонто в середине 2000-х годов в качестве исполнительницы в жанре инди-поп, играя с местным группами и самостоятельно записывая несколько альбомов.
После переезда в Лос-Анджелес, штат Калифорния, США, в 2013 году, Хьюз начала работать с таким продюсерами, как Cirkut и Billboard, после чего она достигла успеха со своим первым синглом «Catch», вышедшем под сценическим именем Allie X. Данный сингл достиг 55 места в канадском чарте «Canadian Hot 100», и был высоко оценён музыкальными критиками.
Песня также получила известность после того, как поп-исполнительница Кэти Перри в своих социальных сетях назвала её своим «весенним джемом». В 2015 году Хьюз выпустила свой дебютный мини-альбом «CollXtion I», а в 2017 году она выпустила свой первый студийный альбом «CollXtion II», и уже в 2018 году вышел ещё один мини-альбом «Super Sunset». В 2019 году она выпустила другую версию своего мини-альбома «Super Sunset». Её второй студийный альбом «Cape God» вышел 21 февраля 2020 года, а третий «Girl with No Face» — 23 февраля 2024 года.

## Ранняя жизнь
Александра Эшли Хьюз родилась 31 июля 1985 года в Оквилле, Онтарио. Её семья — британского происхождения. Она посещала школу «Etobicoke School of the Arts», потом училась в Мичигане в академии «Interlochen Center for the Arts». Она также прошла программу музыкально-театрального исполнения в колледже «Sheridan College» и обучалась также музыкальному театру.

## Карьера

### 2006—2012 годы: начало карьеры
Хьюз начала свою музыкальную карьеру под сценическим именем Allie Hughes в Торонто примерно в 2006 году, исполняя инди-поп, инди-рок, джаз и электронную музыку. Она выпустила сборник из 10 треков «Ladies & Gentlemen» 1 декабря 2006 года через лейбл «A Tear in a Corner Records».
В 2008 году она приняла участие в конкурсе «How Do You Solve a Problem Like Maria?», организованный телевещателем «CBC Television». Данный конкурс является канадской версией британского «How Do You Solve a Problem Like Maria?» 2006 года телеканала «BBC One». Она исполнила песню «My Favorite Things» из мюзикла «Звуки музыки» и «It's Oh So Quiet» певицы Бьорк, но уже через две недели была исключена из шоу. Её актёрские заслуги того времени также включают канадские фильмы и телевизионные программы, такие как «The Beautiful Game», «Быть Эрикой» и «Сверхновая звезда», а её музыка была представлена в телесериалах «Копы-новобранцы», «В надежде на спасение» и «Люби меня».
В июне 2009 года она приступила к записи своего дебютного студийного альбома в сотрудничестве с Дэйвом Ньюфелдом из группы «Broken Social Scene», Леоном Таэни и Адамом Кингом из «Run With Kittens». Альбом должен был выйти осенью 2010 года, но потом релиз был отложен на 2011 год. В итоге: альбом так и остался неизданным.

### 2013—2015 годы: мини-альбом «CollXtion I»
В июле 2013 года Хьюз решила переехать в Лос-Анджелес, чтобы заняться полноценной карьерой автора-исполнителя. Несмотря на это, она не прекращала работать над своей сольной работой. Она не была довольна своей музыкой, поэтому потратила достаточно времени на изучение звукового дизайна и продакшна. Она взяла сценическое имя Allie X и начала работать с такими продюсерами, как Cirkut и Billboard, с которыми познакомилась в Лос-Анджелесе.
В начале 2014 года Хьюз выпустила свой дебютный сингл «Catch» под именем Allie X. После выхода её дебютного сингла, «Catch» получил высокие оценки от критиков: Джейми Милтон из музыкального издания «DIY» заявил, что Allie X появилась на сцене, как бутылка вина на свадьбе: каждый хотел кусочек от неё. Джеймисон Кокс из журнала «Time» сказал, что трек сияет на уровне блеска и мастерства, и это — замечательно, Хьюз — внимательна к деталям. Её коллега по авторскому исполнению Кэти Перри также похвалила трек Хьюз у себя в «Твиттере», назвав его своим «весенним джемом». «Catch» также попал в канадский чарт «Canadian Hot 100», где занял 55 место. В ноябре 2015 года сингл «Catch» вместе с другими дополнительными треками был переиздан в мини-альбоме «CollXtion I».
Ещё до того, как Хьюз выпустила свой дебютный мини-альбом «CollXtion I», 18 марта и 6 апреля 2014 года, соответственно, увидели свет ещё два её сингла — «Prime» и «Bitch». Год спустя,7 апреля 2015 года, в Канаде был издан её мини-альбом «CollXtion I», в то время, как мировой релиз был назначен на 21 апреля. Мини-альбом был высоко оценён музыкальными критиками: Джулия Леконт из «Edmonton Journal» назвала его умело написанным мини-альбомом, состоящим из семи песен, который предлагает целый шведский стол незабываемых хуков, далее говоря о песне Хьюз, как о произведении, которое соотносится с её впечатляющим голосом. Allie X в 2015 году провела небольшое турне по Северной Америке.
Помимо своей сольной карьеры, в 2014 и 2015 годах Хьюз также внесла в клад в студийный альбом «Blue Neighbourhood» австралийского певца Троя Сивана, являясь соавтором в общей сложности семи треков, включая два из трёх синглов альбома «Talk Me Down» и «Youth». Вместе с этим, она также поддерживала Троя Сивана в его североамериканском турне в 2016 году.
Хьюз была одним из четырёх музыкантов, получивших премию «Slaight Music Residency Showcase» от «Canadian Film Centre» в 2013 году.

### 2016—2018 годы: альбомы CollXtion II и Super Sunset
Несмотря на то, что Хьюз ранее выпустила несколько мини-альбомов и альбомы под независимым лейблом, ей ещё предстояло издать свой первый студийный альбом под сценическим именем Allie X. В феврале 2016 года Хьюз выпустила песню «Old Habits Die Hard» для бесплатного скачивания, которая изначальна была синглом, не входящим в какой-либо альбом. 13 мая 2016 года Хьюз выпустила другую песню под названием «Too Much to Dream» и анонсировала проект «CollXtion II: Ʉnsolved», который она выпустила в течение лета в виде сборника из демозаписей и песен на стриминговом сервисе «Spotify», чтобы сделать шорт-лист песен, которые бы её поклонники захотели увидеть в «CollXtion II». Этот проект был завершён 6 ноября 2016 года, и Хьюз заявила, что она не будет выпускать новую музыку до выхода альбома.
В феврале 2017 года Хьюз стала подогревать интерес к своему студийному альбому «CollXtion II». 23 февраля она анонсировала его релиз на 9 июня 2017 года. 28 апреля 2017 года она выпустила песню «Paper Love», который стал первым синглом из её предстоящего альбома. А песня «Need You» была выпущена 26 мая 2017 года.
1 июня 2018 года Хьюз выпускает песню «Focus» в качестве первого сингла из неназванного второго альбома, после чего 13 июля был издан второй сингл «Not so Bad in LA». Далее Хьюз анонсировала свой мини-альбом «Super Sunset», который должен был выйти осенью 2018 года и четырёхдневное турне «The Super Sunset Xperience» для его продвижения (альбома). 25 декабря 2018 года Хьюз выпустила «Super Sunset Analog» — альтернативная версия её ранее вышедшего альбома «Super Sunset».

### 2019 год—настоящее время: альбомы Cape God и Girl with No Face
26 сентября 2019 года Хьюз выпустила песню «Fresh Laundry» и клип на неё для своего следующего альбома, название которого оставалась пока неизвестным. Далее вышла песня «Rings a Bell» 17 октября того же года. 8 ноября вышел уже третий сингл «Regulars». Четвёртый сингл «Love Me Wrong», написанный в сотрудничестве с автором-исполнителем Троем Сиваном, вышел 6 декабря 2019 года. 16 декабря того же года Allie X анонсировала через свои аккаунты в социальных сетях предзаказ, а также обложку и название предстоящего альбома «Cape God». Пятый сингл «Devil I Know» был издан 31 января 2020 года. Сам студийный альбом вышел в свет 21 февраля 2020 года. 30 октября 2020 года под канадским независимым лейблом «Monstercat» нидерландский музыкальный дуэт «Vicetone», исполняющий в жанре электронной музыки, выпустил сингл «Shadow» при участии Хьюз, где был использован её вокал. Певица также выпустила сингл «Susie Save Your Love» совместно с Mitski. В 2020 году она была приглашённой ведущей в седьмом эпизоде шоу «Королевские гонки Канады».
В 2021 году она должна была выступать в виртуальном выпуске «Pride Toronto».
В июле 2021 года Хьюз при участии драг-квина Вайолет Чачки выпустила свой новый сингл «Mistress Violet», спродюсированный французом Леконтом Де Брего. Под влиянием песен 1980-х годов, Хьюз сняла клип, в котором принимала участие также Чачки, в нарядах от итальянского кутюрье Скиапаралли. Чачки ранее уже появлялась в клипе Хьюз на сингл 2016 года «All the Rage».
В ноябре 2023 года Allie X объявила о выходе своего третьего студийного альбома Girl with No Face в феврале 2024 года, продвигаемый ведущим синглом «Black Eye» и его заглавным треком.

## Артистизм
Хьюз упоминает исполнителей, которые повлияли на её творчество, среди которых ABBA, Артур Расселл, Бьорк, Кейт Буш, Леди Гага, Селин Дион, Синди Лопер, Мэрайя Кэри, Марк Мазерсбо, Том Петти и писатель Харуки Мураками. Она также объяснила, что X в её сценическом имени представляет собой неизвестную переменную в алгебре, заявив, что: «В математике X — это любая возможная величина. Это — неизвестная переменная. Как только это будет решено, это — больше не X. Имея в виду то, что X — это личность, которую я принимаю, проходя свой путь самопознания. Именно с этими вопросами я пытаюсь разобраться в общественной сфере. Если я когда-нибудь найду то, что мне нужно, или решу уравнение, так сказать, то я больше не буду Allie X.»
Хьюз имеет вокальный диапазон сопрано. Её музыку часто сравнивают с британской певицей Элли Голдинг, а также с Chvrches и The Knife. Хьюз описывает свои мелодии как «парящий поп, граничащую с театральным Диснеем», в то время как её тексты «всегда кажутся мрачнее». Она сравнивает написание песен с научным экспериментом, в котором вы соединяете мозги двух людей в течение нескольких часов и смотрите, что они могут придумать.

## Общественная деятельность
Хьюз часто выступает в поддержку защиты прав женщин и ЛГБТ, при этом отмечая: «У меня много молодых поклонников и много поклонников среди ЛГБТ. После того, как я встречаюсь и обнимаюсь со многими из них, я часто представляю себе их, когда пишу, и когда пытаюсь выразить свою поддержку».

## Награды и номинации
| Год  | Награды                   | Работа  | Категория            | Результат | Ссылка |
| ---- | ------------------------- | ------- | -------------------- | --------- | ------ |
| 2015 | Berlin Music Video Awards | «Catch» | Best Art Direction   | Номинация | [ 57 ] |
| 2017 | APRA Music Awards         | «Youth» | Pop Work of the Year | Номинация | [ 58 ] |

## Дискография
Allie X выпустила два студийных альбома «CollXtion II» в 2017 году и «Cape God» в 2020. Она также выпустила пять мини-альбомов, включая, «CollXtion I» в 2015 и «Super Sunset» 2018. Она написала в соавторстве несколько песен для первых двух альбомов Троя Сивана: «Blue Neighbourhood» и «Bloom». Она также писала песни и для других исполнителей, среди которых группа «BTS», певицы Сохён, Лиа Мишель и Бетти Ху.

### Студийные альбомы
| Название          | Детали | Позиция    | Позиция |
| Название          | Детали | US Current | US Heat |
| ----------------- | --- | ---------- | ------- |
| CollXtion II      | - Дата выхода: 9 июня 2017 года - Лейбл: Twin Music, Sony Music - Формат: CD, Цифровое скачивание, Потоковое мультимедиа   | —          | —       |
| Cape God          | - Дата выхода: 21 февраля 2020 года - Лейбл: Twin Music, AWAL - Формат: LP, CD, Цифровое скачивание, Потоковое мультимедиа | 73         | 23      |
| Girl with No Face | - Дата выхода: 23 февраля 2024 года - Лейбл: Twin Music, AWAL - Формат: LP, CD, Цифровое скачивание, Потоковое мультимедиа | —          | —       |

### Мини-альбомы
| Название               | Детали                                                                               |
| ---------------------- | ------------------------------------------------------------------------------------ |
| CollXtion I            | - Выход: 7 апреля 2015 года - Лейбл: Universal Music - Формат: Потоковое мультимедиа |
| Catch EP               | - Выход: 20 ноября 2015 года - Лейбл: Twin Music - Формат: Потоковое мультимедиа     |
| CollXtion II: Ʉnsolved | - Выход: 15 марта 2017 года - Лейбл: Twin Music - Формат: Потоковое мультимедиа      |
| Super Sunset           | - Выход: 29 октября 2018 года - Лейбл: Twin Music - Формат: Потоковое мультимедиа    |
| Super Sunset (Analog)  | - Выход: 1 января 2019 года - Лейбл: Twin Music - Формат: Потоковое мультимедиа      |

### Синглы
| Название                                 | Год  | Лучшая позиция | Альбом                    |
| Название                                 | Год  | CAN            | Альбом                    |
| ---------------------------------------- | ---- | -------------- | ------------------------- |
| Catch                                    | 2014 | 55             | CollXtion I (мини-альбом) |
| Prime                                    | 2014 | —              | CollXtion I (мини-альбом) |
| Bitch                                    | 2014 | —              | CollXtion I (мини-альбом) |
| Never Enough                             | 2015 | —              | Catch (мини-альбом)       |
| Too Much to Dream                        | 2016 | —              | Ʉnsolved (мини-альбом)    |
| All the Rage                             | 2016 | —              | Ʉnsolved (мини-альбом)    |
| That’s So Us (демо)                      | 2016 | —              | Ʉnsolved (мини-альбом)    |
| Paper Love                               | 2017 | —              | CollXtion II              |
| Need You                                 | 2017 | —              | CollXtion II              |
| Focus                                    | 2018 | —              | Super Sunset              |
| Not So Bad In LA                         | 2018 | —              | Super Sunset              |
| Science                                  | 2018 | —              | Super Sunset              |
| Little Things                            | 2018 | —              | Super Sunset              |
| Girl Of The Year                         | 2018 | —              | Super Sunset              |
| Can’t Stop Now                           | 2018 | —              | Super Sunset              |
| Last Xmas                                | 2018 | —              | н/д                       |
| Devil I Know                             | 2020 | —              | Cape God                  |
| Super Duper Party People                 | 2020 | —              | Cape God                  |
| Downtown (2020) (совместно с Della Casa) | 2020 | —              | н/д                       |
| GLAM!                                    | 2021 | —              | н/д                       |

### Клипы
| Песня                               | Год  | Режиссёры                 |
| ----------------------------------- | ---- | ------------------------- |
| I Will Love You More                | 2012 | Джефф Шевен               |
| Tongue Tied                         | 2013 | н/д                       |
| Bitch                               | 2014 | Джордж Пиментель          |
| Catch                               | 2015 | Джереми Сейндон           |
| Sanctuary                           | 2015 | н/д                       |
| Sanctuary                           | 2015 | Сентр Фай                 |
| Bitch (Foxtrott Remix)              | 2016 | Сентр Фай                 |
| Too Much to Dream                   | 2016 | Джангл Джордж             |
| All the Rage (Piano Version — Live) | 2016 | Джангл Джордж             |
| Casanova                            | 2016 | Джангл Джордж             |
| All the Rage                        | 2016 | Джангл Джордж Малуко Хаус |
| Old Habits Die Hard                 | 2016 | Тейлор Херес              |
| That’s So Us                        | 2016 | Митч Филлион              |
| Too Much to Dream (Live)            | 2016 | н/д                       |
| Paper Love                          | 2017 | Шарлин А. Багкал          |
| Casanova (совместно с Vérité)       | 2017 | Индиа Слим                |
| Not So Bad In LA                    | 2018 | н/д                       |
| Fresh Laundry                       | 2019 | Ssion                     |
| Regulars                            | 2019 | Ssion                     |

### Другие альбомы
|  | Альбом не был издан |

| Название                    | Детали альбома                                                               |
| --------------------------- | ---------------------------------------------------------------------------- |
| Waiting for the Prize       | - Псевдоним : Allie Hughes - Выход : 2006 - Формат : CD                      |
| Ladies and Gentlemen        | - Псевдоним : Allie Hughes - Выход : 2008 - Формат : CD, Цифровое скачивание |
| Allie Hughes (мини-альбом)  | - Псевдоним : Allie Hughes - Выход : 2010 - Формат : CD, Цифровое скачивание |
| The Hard Way                | - Псевдоним : Allie Hughes - Выход : планировался в 2011 году                |
| Allie X Andra (мини-альбом) | - Псевдоним : ALX (группа) - Выход : 2012 - Format : CD, Цифровое скачивание |

### Сотрудничество
| Название                                           | Год  | Альбом                                 |
| -------------------------------------------------- | ---- | -------------------------------------- |
| One Day and One Night (при участии Томаса)         | 2009 | Self Help (мини-альбом)                |
| Civil War (при участии FRENSHIP)                   | 2014 | Неизданное                             |
| Intervention (при участии Chainsmokers)            | 2015 | Неизданное                             |
| Paradise (при участии Chancellor Warhol и Esthero) | 2016 | Until the Light Takes Me (мини-альбом) |
| Shadow (при участии Vicetone)                      | 2020 | н/д                                    |

## Фильмография
| Роли на телевидении | Роли на телевидении                    | Роли на телевидении     | Роли на телевидении                                                  |
| Год                 | Название                               | Роль                    | Примечание                                                           |
| ------------------- | -------------------------------------- | ----------------------- | -------------------------------------------------------------------- |
| 2008                | Сверхновая звезда                      | Годива                  | Появляется в пятом эпизоде четвёртого сезона                         |
| 2008                | How Do You Solve a Problem Like Maria? | Участница               | Телевизионная передача                                               |
| 2009                | Быть Эрикой                            | Вторая подружка невесты | Появляется в шестом эпизоде первого сезона                           |
| 2009                | Тройное ощущение                       | Участница               | Телевизионная передача                                               |
| 2011                | Кинг                                   | Продавщица              | Появляется в восьмом эпизоде первого сезона                          |
| 2015                | Королевские гонки Ру Пола              | Исполнительница         | Пение и бэк-вокал во втором эпизоде седьмого сезона                  |
| 2016                | Шоу Эллен                              | Пианистка и вокалистка  | Появляется вместе с Троем Сиваном во время исполнения сингла «Youth» |
| 2016                | Королевские гонки Ру Пола: все звёзды  | Исполнительница         | Исполнение песни в третьем эпизоде второго сезона                    |
| 2020                | Королевские гонки Канады               | Приглашённая судья      | Появляется в седьмом эпизоде первого сезона                          |

## Турне
Allie X для продвижения своего студийного альбома «Cape God» планировала организовать турне «Cape God Tour», который должен был начаться 22 марта 2020 года в Сан-Диего, а 28 марта в Европе и завершиться 4 июня 2020 года в Лондоне. Однако из-за пандемии COVID-19 2020 года турне по Северной Америке и Европе были отложены.
- 2015 : Doing X Tour

| Северная Америка |               |        |                    |                             |
| 29.августа.2015  | Лос-Анджелес  | США    | Bootleg Theater    | TRACE                       |
| 4.сентября.2015  | Сан-Франциско | США    | Rickshaw Stop      | Genuis St Tropez DJ Omar    |
| 16.сентября.2015 | Нью-Йорк      | США    | Baby’s All Right   | Frances Rose                |
| 29.сентября.2015 | Ванкувер      | Канада | Fortune Sound Club | Шамир                       |
| 30.сентября.2015 | Сиэтл         | США    | The Crocodile      | Shamir Michete              |
| 19.октября.2015  | Санта-Ана     | США    | Constellation Room | н/д                         |
| 18.ноября.2015   | Детройт       | США    | The Shelter        | н/д                         |
| 19.ноября.2015   | Чикаго        | США    | Double Door        | н/д                         |
| 1.декабря.2015   | Сан-Франциско | США    | DNA Lounge         | Pretty, Handsome Containher |
| 9.декабря.2015   | Лос-Анджелес  | США    | Troubadour         | Monogem DJ Grant Owens      |

- 2017 : The CollXtion II Tour

| Первый этап — Северная Америка |               |                |                      |               |
| 20.апреля.2017                 | Нью-Йорк      | США            | House of Yes         | Leland        |
| 22.апреля.2017                 | Торонто       | Канада         | Mod Club Theatre     | ROMES         |
| 27.апреля.2017                 | Чикаго        | США            | Lincoln Hall         | K.I.D         |
| 30.апреля.2017                 | Лос-Анджелес  | США            | Echoplex             | Leland FYOHNA |
| 18.августа.2017                | Хьюстон       | США            | House of Blues       | н/д           |
| 19.августа.2017                | Даллас        | США            | Club Dada            | н/д           |
| 22.августа.2017                | Сан-Франциско | США            | Rickshaw Stop        | н/д           |
| 24.августа.2017                | Портленд      | США            | Star Theater         | н/д           |
| 26.августа.2017                | Ванкувер      | Канада         | Cabaret Biltmore     | н/д           |
| 29.августа.2017                | Филадельфия   | США            | The Fillmore         | н/д           |
| 31.августа.2017                | Вашингтон     | США            | Songbyrd Music House | н/д           |
| 2.сентября.2017                | Монреаль      | Канада         | Centre Phi           | н/д           |
| Второй этап — Европа           |               |                |                      |               |
| 14.сентября.2017               | Милан         | Италия         | Serraglio            | н/д           |
| 18.сентября.2017               | Лондон        | Великобритания | Omeara               | н/д           |
| 20.сентября.2017               | Берлин        | Германия       | Badehaus             | н/д           |

Выступая в качестве открывающей концерта
- 2016 : Трой Сиван — Blue Neighbourhood Tour[англ.]
- 2019 : Марина Диамандис — Love + Fear Tour